# وينستون دوبوز
وينستون دوبوز (بالإنجليزية: Winston DuBose)‏ هو لاعب كرة قدم أمريكي، ولد في 28 يوليو 1955 في أورلاندو في الولايات المتحدة. شارك مع منتخب الولايات المتحدة لكرة القدم. أما مع النوادي، فقد لعب مع أولدهام أثلتيك وتلسا رافنكس.

## وصلات خارجية
- وينستون دوبوز على موقع قاعدة بيانات كرة القدم.إي يو (الإنجليزية)
- وينستون دوبوز على موقع ناشيونال فوتبول تيمز (الإنجليزية)